# Rail Baltica

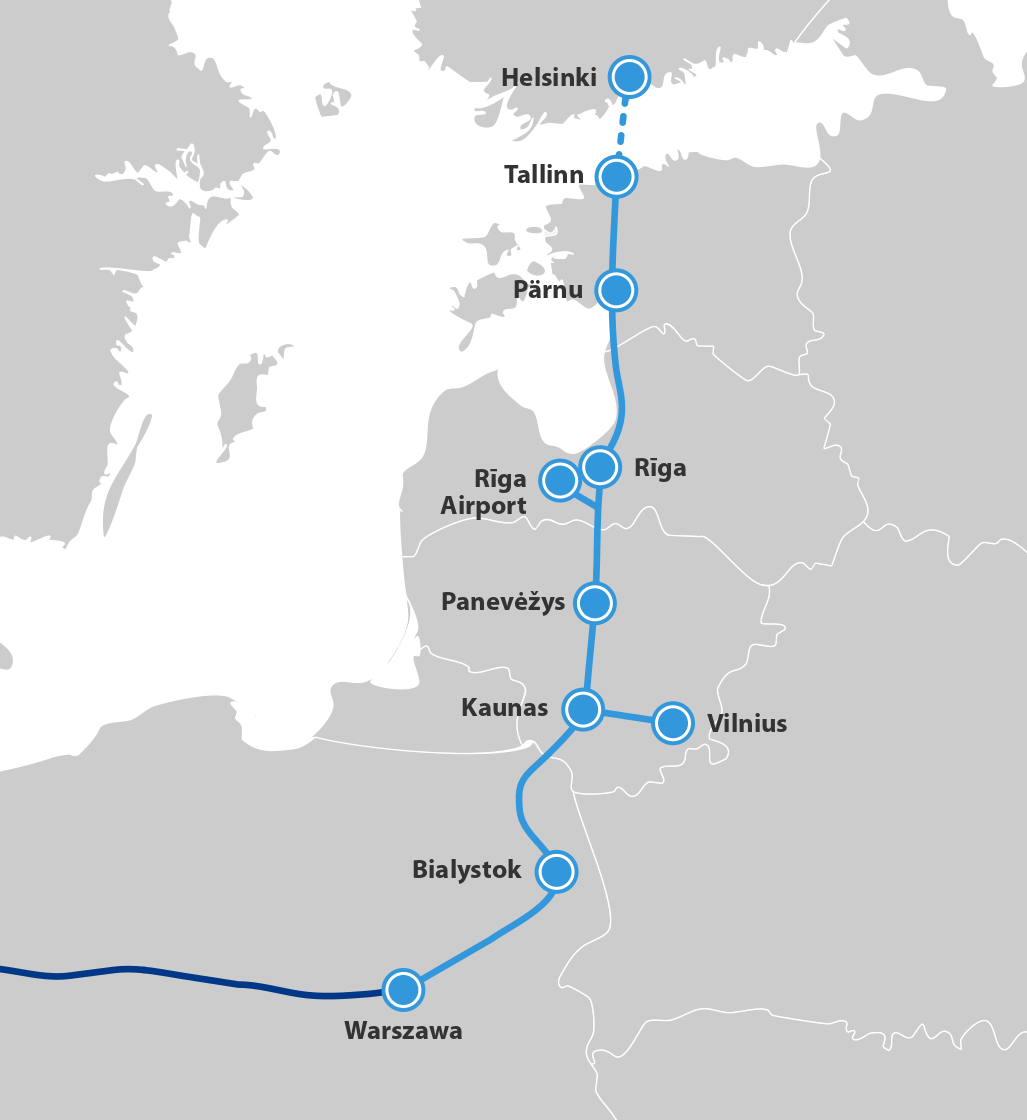
Mapa przeglądowa z planowaną lokalizacją trasy Rail Baltica

Rail Baltica – budowana linia kolejowa będąca elementem transeuropejskiego korytarza transportowego, łącząca torem normalnym Warszawę, Kowno, Rygę, Tallinn i Helsinki. Planowana Rail Baltica w Polsce to 374 km trasy kolejowej. Pociągi będą mogły jeździć tą trasą z prędkością do 234 km/h. Stanowi jeden z priorytetowych projektów Trans-European Transport Networks (Sieci Transeuropejskie TEN-T).

## Historia
25 września 2008 w Parlamencie Europejskim odbyła się konferencja prasowa eurodeputowanych z Grupy Zielonych/Wolne Przymierze Europejskie, którzy – komentując wyrok Naczelnego Sądu Administracyjnego z 16 września 2008 – zaapelowali, by w dalszych pracach związanych z budową drogi Via Baltica uwzględnić także rozwój korytarza kolejowego Rail Baltica.
28 października 2014 przedstawiciele rządów państw bałtyckich podpisali w Rydze umowę powołującą spółkę RB Rail, która odpowiedzialna będzie za realizację inwestycji. Spółka w równych częściach należy do litewskiej Rail Baltica Statyba, łotewskiej Eiropas Dzelzcela Linijas i Rail Baltic Estonia.
W październiku 2015 roku została zakończona budowa pierwszego odcinka Rail Baltica: od granicy polsko-litewskiej do Kowna. Wart 364,5 mln euro projekt obejmował budowę 123 km linii normalnotorowej z Szostakowa, przez Mariampol do Kowna.

## Przebieg

Przebieg Rail Baltica (E 75) oraz E 20 w Polsce

Prędkości maksymalne na polskim odcinku Rail Baltica (2022/23)

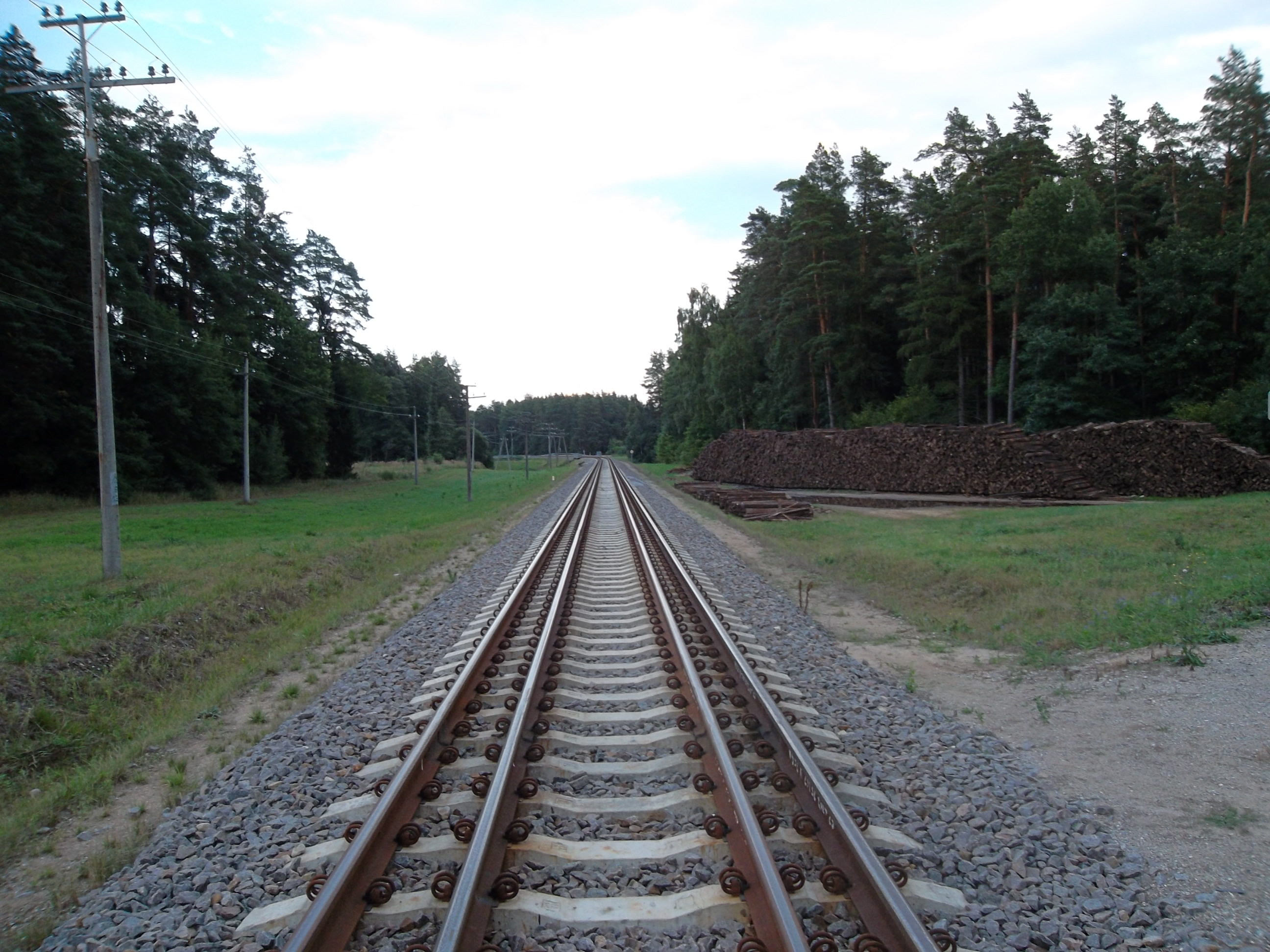
Rail Baltica na Litwie (tory w splocie)

### Przebieg w Polsce
Początkowo rozważano dwa przebiegi trasy Rail Baltica na terenie Polski: przez Sokółkę i Augustów oraz przez Ełk i Olecko. Ostatecznie wybrano drugi wariant i trasa zostanie poprowadzona:
- linią kolejową nr 449 i 6 z Warszawy do Białegostoku. Trwa modernizacja tego odcinka po której prędkość maksymalna dla pociągów osobowych ma zostać podniesiona do 160 km/h (na 90% trasy geometria ma być dostosowana do prędkości 200 km/h[10])
- linią kolejową nr 38 z Białegostoku do Ełku. W 2017 PKP PLK podpisały umowę na wykonanie projektu modernizacji tego odcinka w ramach której m.in. dobudowany ma zostać drugi tor oraz podniesiona prędkość maksymalna[11]
- liniami 41, 39 i 51 z Ełku do przejścia granicznego Trakiszki-Šeštokai (Szostaków)[12]. W grudniu 2017 PKP PLK podpisały umowę na opracowanie studium wykonalności modernizacji tego odcinka. Podniesienie prędkości maksymalnej do minimum 160 km/h dla pociągów osobowych wymagało będzie wytyczenia linii w większości nowym szlakiem. Trasa ma zostać zelektryfikowana oraz ma zostać dobudowany drugi tor. Planowana jest łącznica omijająca stację Olecko[12].

W stosunku do polskiego odcinka Rail Baltiki używa się oznaczenia E 75 – europejskiego korytarza transportowego Warszawa – Trakiszki, łączącego się w Warszawie z korytarzami E 20 (Kunowice – Terespol) oraz E 65 (Gdynia – Pszczyna).

### Przebieg na Litwie
W maju 2022 roku Litwa zadecydowała o przebiegu odcinka Rail Baltiki pomiędzy Kownem a granicą z Polską. Będzie to wariant najkrótszy, przeprowadzony z dala od istniejących na potencjalnej trasie ośrodków miejskich. Trasa będzie przystosowana do ruchu z prędkością do 249 km/h. W lipcu 2022 rozpoczęto budowę mostu nad Wilią o długości 1,5 km, który stanowi jedno z największych wyzwań technicznych na planowanej trasie.
W Mariampolu i Szostakach mają powstać stacje przesiadkowe z połączeń regionalnych na pociągi kursujące Rail Baltiką.

### Przebieg na Łotwie
W 2020 roku ruszyły prace przy przebudowie dworca głównego w Rydze oraz stacji przy ryskim lotnisku, celem przystosowania ich do obsługiwania Rail Baltiki. W 2021 ogłoszono przetarg na budowę 200 km nowej linii kolejowej. Prace mają potrwać do 2026 roku.

### Przebieg w Estonii
Trasa Rail Baltiki na terenie Estonii została zaproponowana przez rząd w 2012 roku i ostatecznie zaakceptowana w 2018 r. Będzie ona biec z Tallinna przez Parnawę do granicy z Łotwą, w całości w nowym korytarzu transportowym. Łączna długość linii kolejowej, razem z odgałęzieniem do portu Muuga oraz do Ülemiste, wyniesie 213 km.
W 2023 roku ekologiczna organizacja pozarządowa Eesti Metsa Abiks wyraziła wątpliwości związane z planowanym przebiegiem przez obszary cenne przyrodniczo i zaapelowała o poprowadzenie nowej linii kolejowej wzdłuż istniejących linii z Tallinna do Parnawy lub Tapy do Tartu. Propozycja została odrzucona przez Ministerstwo Gospodarki i Transportu, według którego te warianty były wcześniej brane pod uwagę, ale zostały odrzucone.

### Przebieg pod Zatoką Fińską
Połączenie do Helsinek ma umożliwić planowany Tunel Helsinki–Tallinn. Jego przebieg nie został jeszcze do końca określony.